# Янко Кирилов
Янко Кирилов е бивш български футболист, полузащитник.

## Кариера
Играл е за Левски (София) (1960 – 1963, 1966 – 1972) и ЦСКА (1963 – 1966). Има 215 мача и 53 гола в А група (159 мача с 35 гола за Левски и 56 мача с 18 гола за ЦСКА). Трикратен шампион на България (1966 с ЦСКА, 1968, 1970 с Левски) и четирикратен носител на Купата на Съветската армия (1965 с ЦСКА, 1967, 1970, 1971 с Левски). Има 4 мача и 1 гол за А националния отбор. В евротурнирите има 13 мача и 1 гол (4 мача в КЕШ – 2 за Левски и 2 за ЦСКА и 9 мача с 1 гол за Левски в КНК).